# Modenské vévodství
Modenské vévodství (italsky Ducato di Modena), plným názvem Vévodství Modeny a Reggia (italsky Ducato di Modena e Reggio, latinsky Ducatus Mutinae et Regii) byl malý italský stát existující v letech 1452 až 1859, s přestávkou v období napoleonských válek (1796–1814). Do napoleonských válek zde vládl rod Estenských a poté jejich následovníci z habsbursko-lotrinské vedlejší větve Rakouských-Este.

## Historie

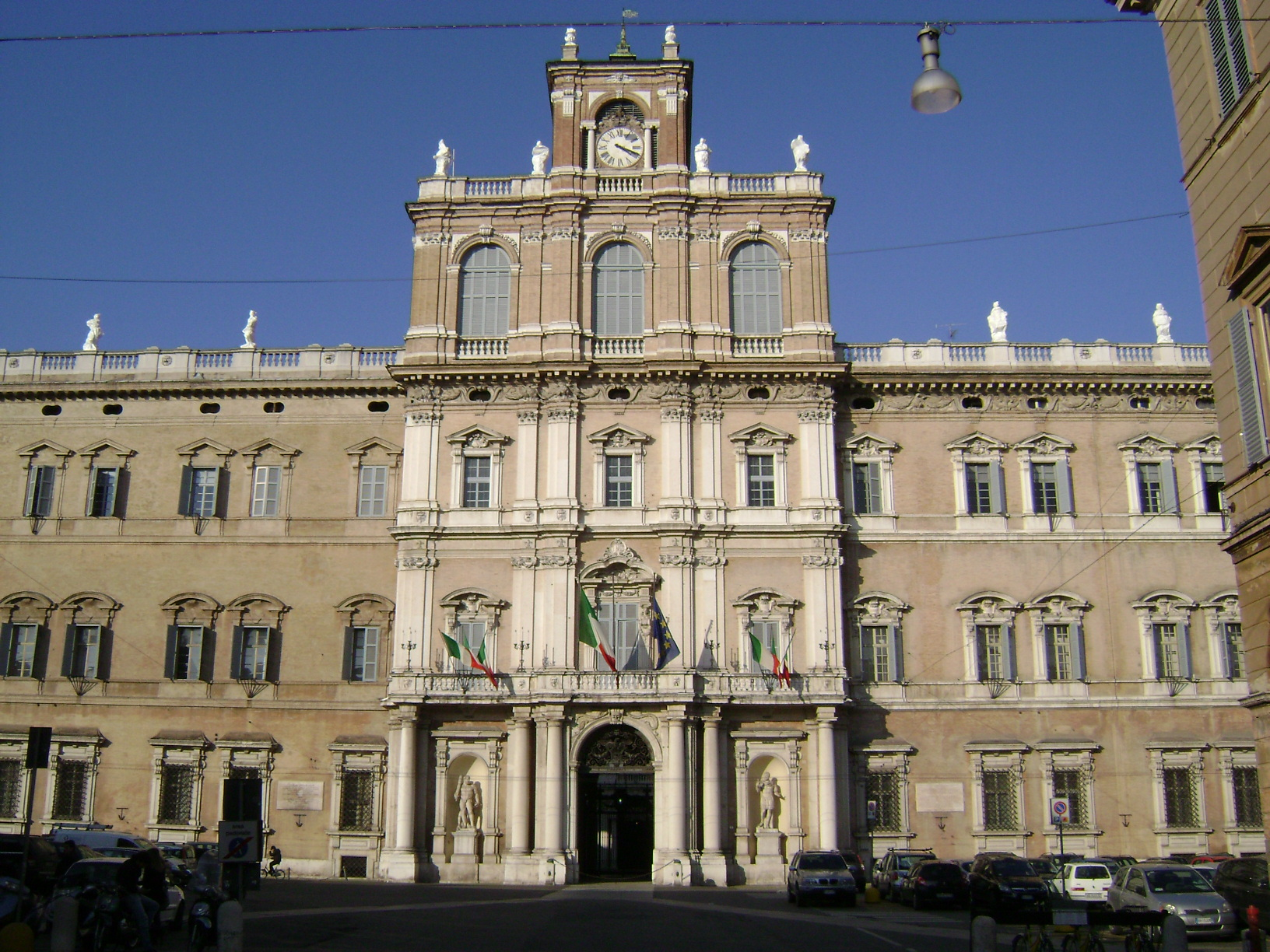
Barokní vévodský palác v Modeně

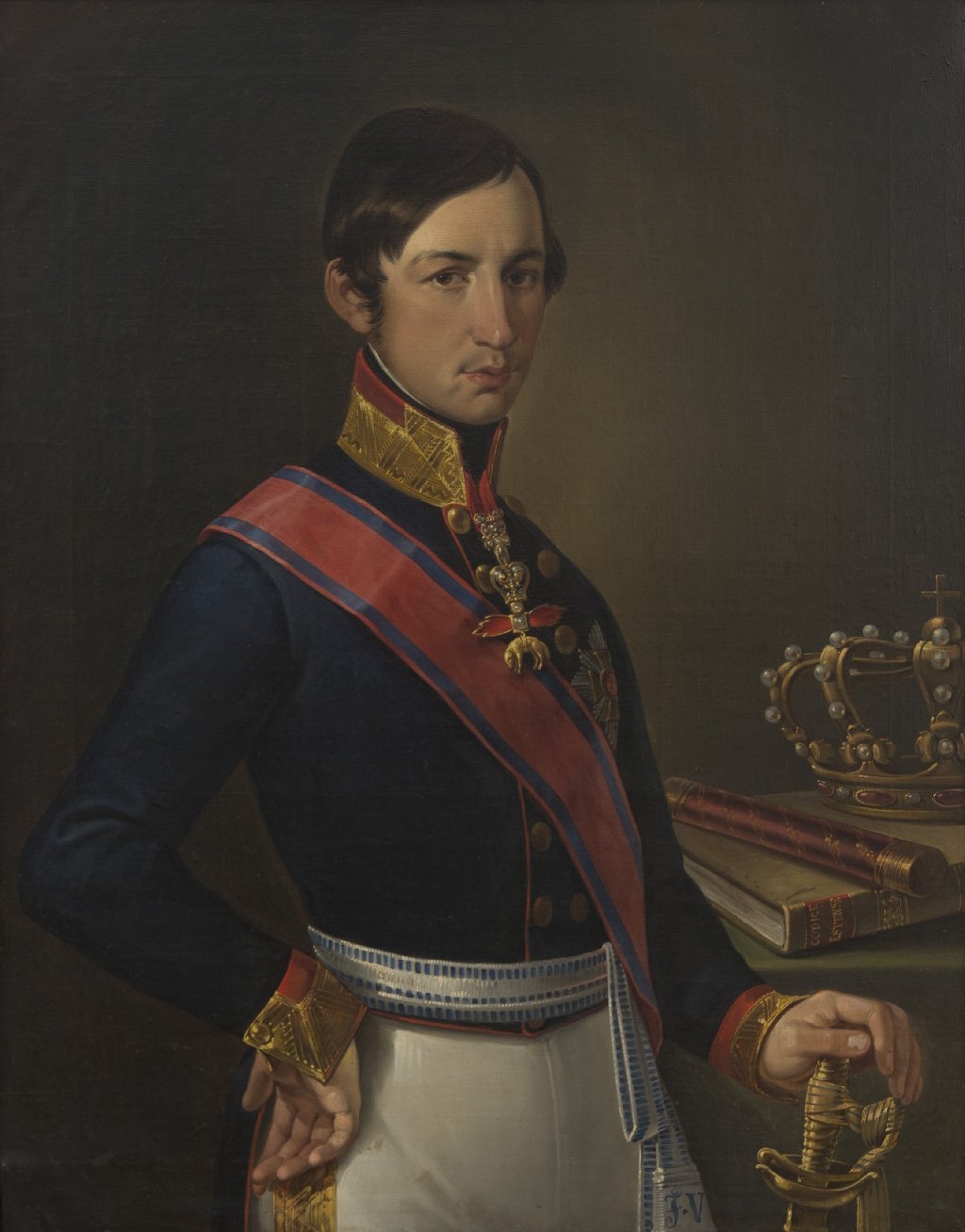
Poslední modenský vévoda František V.

Modenské vévodství bylo založeno příslušníky rodu Este, který vládl v sousední Ferraře až do roku 1597. V roce 1796 byla Modena obsazena armádou Francouzské republiky pod velením generála Bonaparta, který spojil území Parmského vévodství, Modenského vévodství a některých území papežského státu do nového loutkového státu zvaného Cisalpinská republika. Poslední vévoda z rodu Estenských, Herkules III. se uchýlil do exilu ve Vídni a dále vládl v Breisgau na jihovýchodě Německa, zemřel roku 1803.
Po smrti Herkula III. zdědil vévodský titul jeho zeť Ferdinand Karel Habsbursko-Lotrinský. Po pádu Napoleonského císařství i jeho evropských vazalů se mohl syn Ferdinanda d'Este František ujmout svého dědictví v Itálii. krátce poté také zdědil po své matce území Massy a Carrary.
Habsbursko-lotrinští vévodové byly v roce 1831 a 1848 vyhnáni, v obou případech se však poměrně rychle do své země vrátili. Po francouzsko-piemontské válce roku 1859 byl vévoda z Modeny opět donucen uprchnout, tentokrát již definitivně. V prosinci roku 1859 se Modena, Parma a Toskánsko spojily ve Spojené středoitalské provincie, které byly v březnu 1860 anektovány Sardinským královstvím.

## Provincie
- Modena (Modenské vévodství)
- Reggio (Reggijské vévodství)
- Guastalla
- Frignano
- Garfagnana
- Lunigiana
- Massa a Carrara (Vévodství Massy a Carrary)

## Galerie

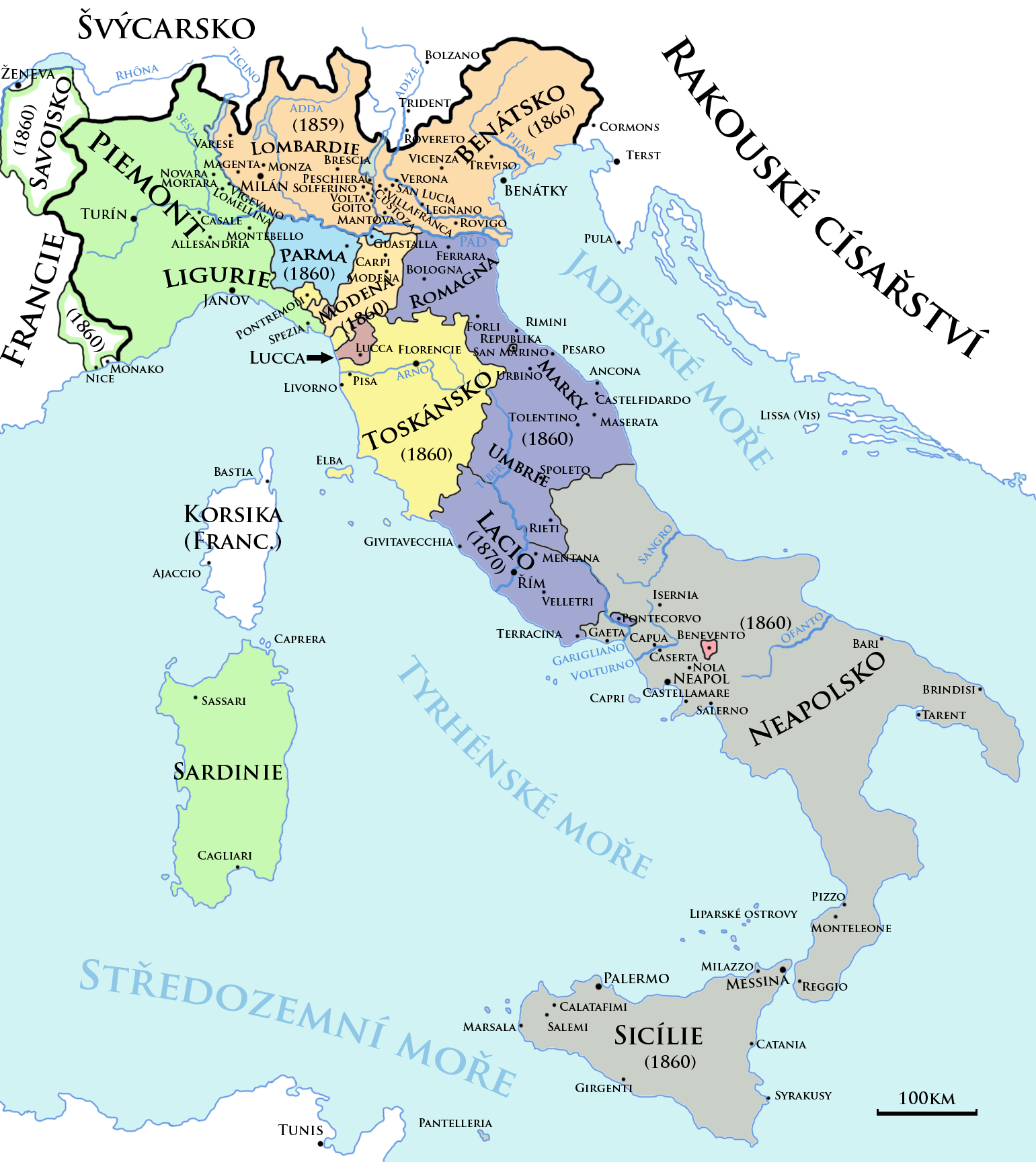
Apeninský poloostrov a italské státy roku 1815 (Modenské vévodství znázorněno oranžovou barvou)
Vlajka vévodství do roku 1830
Obchodní vlajka (1830–1859)
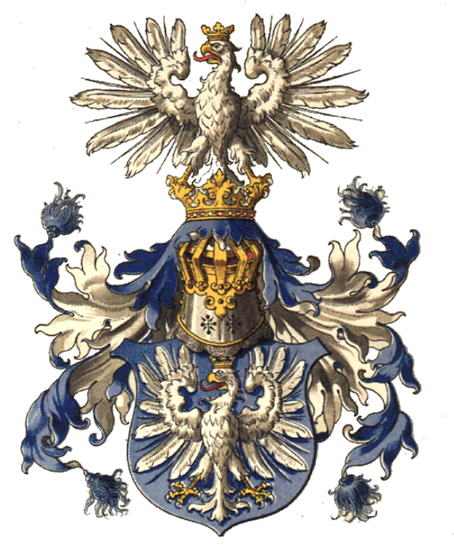
Umělecká podoba znaku Modenského vévodství heraldika H. G. Ströhla